# Hydromys chrysogaster
Hydromys chrysogaster (місцева назва ракалі) — вид гризунів з родини мишевих (Muridae).

## Морфологічна характеристика
Середня вага 850 грамів. Пальці мають перетинки на передніх і задніх лапах, які є широкими і виконують роль весла. Hydromys chrysogaster має численні вуса на кінці довгої тупої морди. Голова плоска з малими вушками і очима. Найпомітнішою характеристикою водяного щура є товстий хвіст із білим кінчиком. Hydromys chrysogaster змінюється за кольором від коричнево-чорного до сірого, що робить їх дещо загадковими в оточенні. Деякі мають однорідний колір, а інші мають світліший нижній бік. Єдина об'єднавча риса – хвіст із білим кінчиком.

## Середовище проживання
Країни проживання: Австралія (захід, північ, південний захід Австралії, о. Тасманія й деякі прибережні о-ви), Індонезія (о-ви Обі, Кай, Ару, Біак-Супіорі, Япен, Нова Гвінея), Папуа Нова Гвінея (о-ви Д'Антркасто, Тробріана, Нова Гвінея). Висота проживання коливається від рівня моря до 1900 м над рівнем моря. Цей вид пов’язаний з великою різноманітністю постійних водних середовищ існування. Його можна знайти в більшості типів прісноводних середовищ існування, включаючи штучно зрошувані місця, а також вид може зустрічатися в мангрових заростях і лиманах. Hydromys chrysogaster здатні протистояти забрудненню в містах і навіть процвітати там.

## Спосіб життя
Тварини гніздяться в прибережних тунелях або колодах. Хоча більшість їжі беруть із води, вони можуть шукати їжу в прибережній рослинності. У самиці щорічно може бути до п'яти виводків (зазвичай 1 чи 2) з 3 або 4 дитинчат.

## Загрози й охорона
Для цього виду немає великих загроз. У Новій Гвінеї деяким популяціям локально загрожує забруднення води внаслідок гірничодобувної діяльності. У південно-західній частині Західної Австралії популяція скоротилася, ймовірно, через підвищення солоності внаслідок очищення сільськогосподарських територій. Вимирання на островах Монтебело (Західна Австралія), ймовірно, було пов’язане з високою щільністю завезених чорних щурів (Rattus rattus) і котів. Він присутній у багатьох заповідних територіях Австралії та Нової Гвінеї.

## Використання
Фермери отримують користь від H. chrysogaster, оскільки вони часто знищують яббі, інших дрібних гризунів, які руйнують іригаційні системи. Поїдаючи ставкових равликів, водяні щури також захищають худобу від паразитів, які передаються через равликів. Було також помічено, що Hydromys chrysogaster їсть очеретяних жаб, інтродукований вид, який є токсичним для багатьох інших хижаків.